# Caverna Pocala
La Caverna Pocala (Pečina Pod kalom in sloveno, nota anche come Fovea del Campo Rosso e Caverna degli Orsi), è una grotta (Numero catasto grotte VG 91, Numero catasto grotte Friuli-Venezia Giulia 173) sita nei pressi di Aurisina, nell'ex provincia di Trieste, sull'altipiano del Carso.
La caverna è nota come grotta preistorica, tanto da essere luogo di numerosissimi scavi, che hanno permesso di portare alla luce abbondanti resti di animali pleistocenici. È considerata una delle principali stazioni preistoriche d'Italia.

## Posizione e denominazione
La caverna è sita a pochi metri dal cavalcavia di Aurisina della Ferrovia Meridionale e dal Raccordo autostradale Sistiana-Padriciano. Posizionata sul fondo di un'ampia, ma non profonda, dolina, è circondata da una zona boschiva, nei pressi del Sentiero CAI 32, che collega San Pelagio con Aurisina, non lontano dall'Ostri vrh.
L'attuale nome italiano è un semplice adattamento dallo sloveno, che significa ai piedi della pozza, che a sua volta deriva dal toponimo della zona.

## Descrizione
La caverna è introdotta da un ingresso basso, completamente chiuso da un muro. L'entrata presenta anche i resti un cancello di ferro, installato quando la grotta era usata per la coltivazione di funghi.

## Storia
I primi scavi sistematici della caverna avvennero nel 1893, effettuati da K. Moser, insegnante del Ginnasio statale di lingua tedesca di Trieste e da G. A. Perko un suo allievo, poi direttore delle grotte di Postumia.
Il deposito pleistocenico fu scoperto da Moser nel 1903. Moser proseguì i suoi scavi fino al settembre del 1904, conclusi, poi, per l'esaurimento dei fondi. Perko, poco dopo, iniziò a collaborare agli scavi promossi da Carlo Marchesetti, direttore del Museo Civico di Storia Naturale di Trieste. Grazie a questa prima campagna di scavo, con Marchesetti, Perko scoprì un cranio di orso delle caverne con inflitta nell’osso parietale destro una rozza cuspide di selce. Per Marchesetti questa prova confermava la presenza, contemporanea, dei cacciatori paleolitici con gli orsi delle caverne.
Un'ulteriore una campagna, condotta, tra il 1926 e il 1929, dal paleontologo Raffaello Battaglia, smentì tale tesi. Già nel 1922 Battaglia annotò negli Atti della Reale Accademia dei Lincei, come la selce per un miracolo di equilibrio aderiva alla ferita, e che si trattava di una scheggia ritoccata a raschiatoio.
Nel 1990 venne condotta una campagna di scavi dalla società di studi carsici Lindner.
Dopo molti anni di stasi, gli scavi ripresero nel 1998, condotti dal paleontologo e geologo Ruggero Calligaris, per tramite dell'organizzazione Ere remote. Gli scavi furono supportati anche da studiosi sloveni e austriaci, come Gernot Robeder dell'Università di Vienna, Vida Pokar dell'Università di Lubiana e Polona Kralj dell'Accademia delle Scienze di Lubiana.

## Ritrovamenti
Vi sono stati ritrovati numerosi gli ossami di Ursus spelaeus (orso delle caverne), attraverso i quali è stata possibile la ricostruzione di varie decine di scheletri interi, visibili attualmente in diversi musei italiani ed esteri. Tre campioni di orso, che provengono dagli strati più profondi, hanno una datazione superiore a 45.000 anni, che è il limite del metodo di datazione. Un altro campione (un femore di un giovane orso) è stato datato tra i 38.400 e i 36.500 anni. Queste datazioni indicano come gli orsi abitavano nella Pocala nell'ultimo periodo interglaciale, con possibili presenze nei periodi precedenti.
Nel 1990 venne identificata la presenza di due rari minerali: la kutnahorite e la calcio-kultnahorite. Questi due minerali vennero trovati in associazione all'aragonite, al quarzo e all'idrossiapatite. Altre analisi evidenziarono concentrazioni alte di zinco, stronzio e bario. Vennero riscontrate anche delle masserelle di gesso, minerale quasi assente in altre grotte del Carso.